# 茨城県道56号つくば古河線

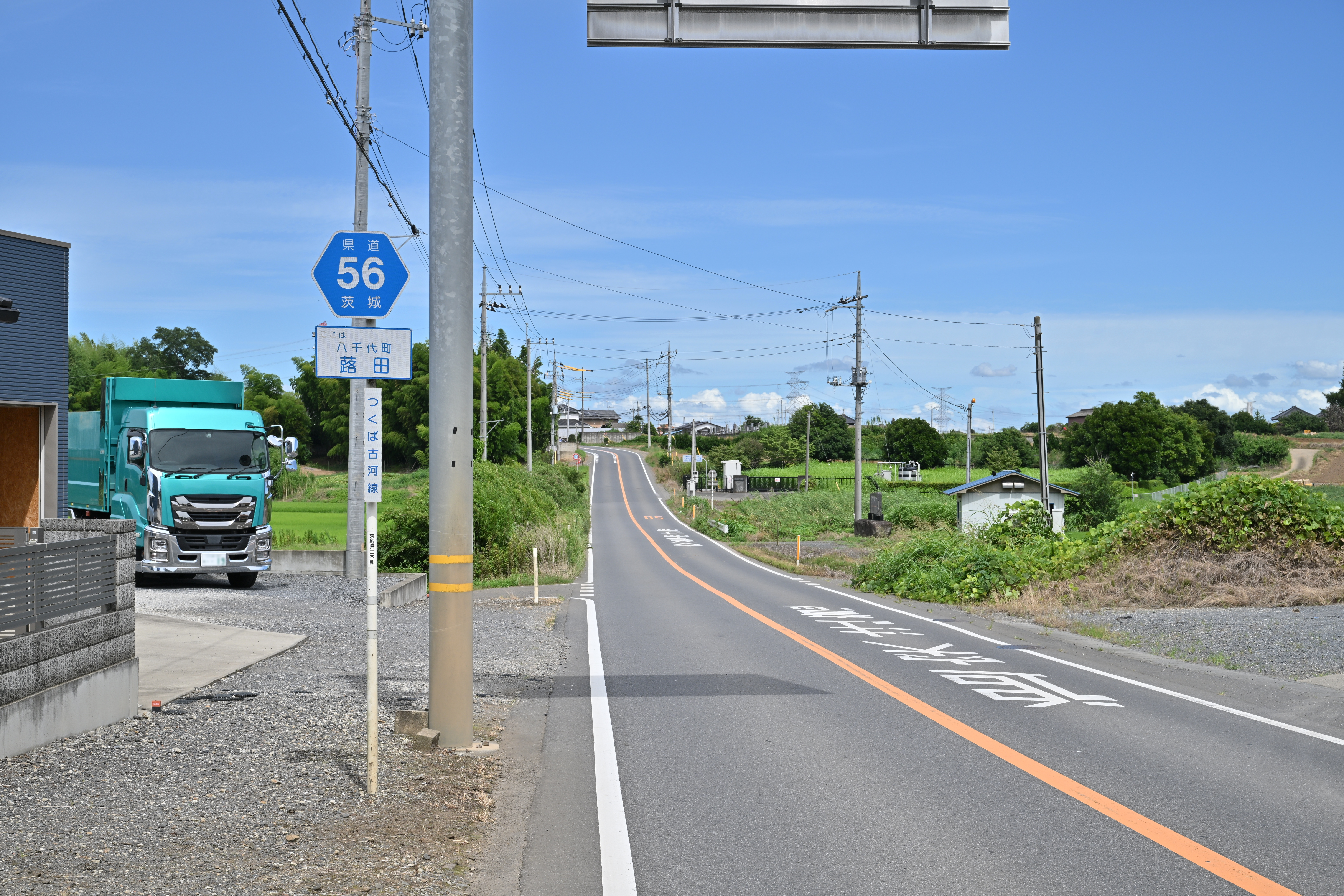
茨城県道56号つくば古河線
八千代町蕗田（2025年7月）

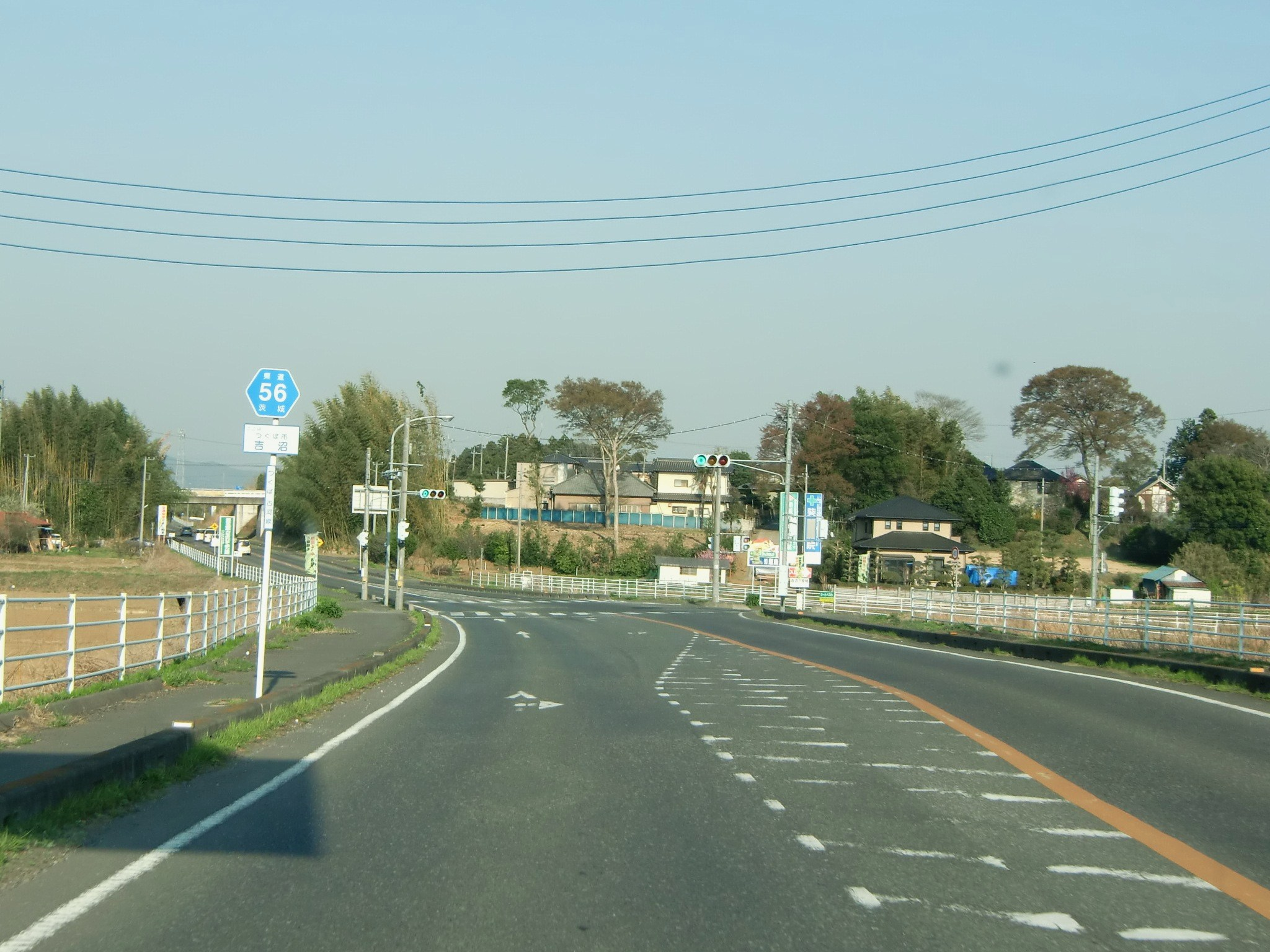
つくば市吉沼（2011年4月撮影）

茨城県道56号つくば古河線（いばらきけんどう56ごう つくばこがせん）は、茨城県つくば市から古河市までを結ぶ県道（主要地方道）である。

## 概要
つくば市今鹿島から国道125号と国道354号に挟まれて並行する形で西に延び、古河市中田の国道4号の利根川橋へ至る主要地方道である。周囲に筑波サーキットがある。
終点の古河市中田は古河市中心部からは離れた埼玉県境の利根川縁に位置しており、古河市とつくば市を結ぶというよりは、国道125号や国道4号の利根川橋を介して埼玉県北東部（久喜市栗橋地区）とつくば市を結ぶ性格が強いほか、茨城県道137号若境線と合わせて、久喜市〜下妻市間の国道125号のショートカットの役割を持っている。（案内標識においても古河方面では「栗橋」や「東北道」といった表示が見られるため）

### 路線データ
- 起点：茨城県つくば市今鹿島字大鏡2番2地先[1]（茨城県道45号つくば真岡線交点、茨城県道53号つくば千代田線起点）
- 終点：茨城県古河市中田字藤塚2244番2地先[1]（利根川堤交差点＝茨城県道228号原中田線交点）
- 総延長：33.308 km[2]
- 重用延長：1.134 km[2]
- 未供用延長：なし[2]
- 実延長：32.174 km[2]
- 自動車交通不能区間延長[注釈 1]：なし[2]

## 歴史
1994年（平成6年）4月1日、それまでの県道宗道今鹿島線（整理番号138）、県道宗道古河線（整理番号139）の一部（千代川村宗道 - 総和町下大野）、県道久能中田線（整理番号301）を統合・廃止して、起点を茨城県つくば市、終点を古河市とする新たな路線、主要地方道つくば古河線（整理番号69）として認定された。翌1995年（平成7年）に整理番号56に変更し現在に至る。

### 年表
- 1959年（昭和34年）10月14日
本路線の前身にあたる県道宗道筑波線（千代川村宗道 - 筑波町小田、図面対照番号77）、県道宗道古河線（千代川村宗道 - 古河市古河、図面対照番号78）、県道久能中田線（総和村久能 - 古河市中田、図面対照番号245）が路線認定される[4]。
- 1977年（昭和52年）2月14日
  - 前身にあたる県道宗道今鹿島線（結城郡千代川村大字宗道 - 筑波郡豊里町大字今鹿島、整理番号138）が路線認定される[5]。
  - 前々身にあたる県道宗道筑波線（結城郡千代川村大字宗道 - 筑波郡筑波町、整理番号138）が廃止される[6]。
- 1993年（平成5年）5月11日：建設省から、県道宗道今鹿島線・県道宗道古河線の一部・県道久能中田線がつくば古河線として主要地方道に指定される[7]。
- 1994年（平成6年）4月1日
  - 県道つくば古河線（整理番号69）として県道路線認定[8]。
  - 道路の区域は、つくば市大字今鹿島県道つくば真岡線分岐から古河市大字中田県道原中田線交点までに決定する[1]。
- 1995年（平成7年）3月30日：整理番号69から現在の番号（整理番号56）に変更される[9]。
- 1998年（平成10年）
  - 3月26日：つくば市大字大砂 - 同市大字吉沼バイパス（約2.3 km）が開通[10]。
  - 10月15日：猿島郡三和町恩名 - 同町東山田のバイパス（約1.9 km）が開通[11]。
- 2000年（平成12年）4月1日：結城郡八千代町蕗田 - 古河市大字中田の区間を、通行する車両の最大重量限度25トンの道路に指定[12]。
- 2001年（平成13年）12月4日：猿島郡総和町大字駒羽根 - 同町大字釈迦の区間（1.72 km）のバイパスが開通[13]。
- 2002年（平成14年）7月4日：総和町大字釈迦（駒羽根交番前交差点 - 釈迦西交差点）の旧道（1.5 km）が指定解除され総和町道へ降格[14]。
- 2004年（平成16年）3月22日：猿島郡三和町大字東山田 - 猿島郡総和町大字柳橋の区間を、通行する車両の高さの最高限度4.1 mの道路に指定[15]。
- 2008年（平成20年）9月16日：つくば市大砂 - 同市吉沼の吉沼集落地内を通過する旧道（2.633 km）が指定解除により市道[注釈 2]に降格[16]。
- 2009年（平成21年）4月1日：結城郡八千代町大字村貫 - 同町大字水口の区間の重さ指定道路を解除する[17]。
- 2010年（平成22年）7月8日：古河市恩名 - 同市東山田の旧道（1.958 km）が県道指定解除により市道[注釈 3]に降格する[18]。
- 2016年（平成28年）7月11日：結城郡八千代町大字平塚地内にバイパス（291 m）を新設する道路区域を指定[19]。
- 2017年（平成29年）1月17日：古河市名崎地内（工業団地内）にバイパスの一部区間（466 m）を供用開始[20]。
- 2019年（令和元年）12月26日：結城郡八千代町大字菅谷 - 同郡同町大字平塚（992 m）、結城郡八千代町大字菅谷（381 m）にバイパスを延伸する道路区域を指定[21]。

## 路線状況
道路法の規定に基づき、以下の区間は緊急輸送道路として機能を維持するため、災害発生時の被害拡大防止を目的に道路用地内に新たに電柱を建てることが制限されている。
- 下妻市宗道（宗道十字路交差点） - 同市鎌庭（下妻市道交差）[22]
- 古河市久能（久能交差点） - 同市駒羽根（総和中央病院）[22]
- 古河市中田（中田町交差点） - 同（利根川堤交差点）[22]
- 古河市柳橋（国道4号交差：柳橋交差点） - 古河市久能（県道境間々田線交差：久能交差点）[23]

### 重複区間
- 茨城県道20号結城坂東線（茨城県結城郡八千代町大字蕗田 - 八千代町大字蕗田、645 m）[1]
- 茨城県道137号若境線（八千代町村貫 地内）
- 茨城県道126号尾崎境線（古河市恩名 地内）
- 茨城県道228号原中田線（古河市中田 地内）

### 道路施設
- 愛国橋（小貝川、つくば市 - 下妻市境）
- 瑞穂橋（八間掘川、下妻市大園木 - 唐崎）
- 大形橋（鬼怒川、下妻市鎌庭 - 別府）
- 岡本橋（結城郡八千代町大字仁江戸）
- 荷鞍橋（下妻市村岡・結城郡八千代町大字新地）
- 蕗田橋（結城郡八千代町大字東蕗田 - 大字蕗田）
- 馬橋（結城郡八千代町大字水口）
- 大綱橋（西仁連川、古河市東山田）

## 地理

### 通過する自治体
- つくば市
- 下妻市
- 結城郡八千代町
- 古河市

### 交差する道路
- 茨城県道45号つくば真岡線・茨城県道53号つくば千代田線（起点）
- 茨城県道45号つくば真岡線（つくば市大砂）
- 茨城県道133号赤浜谷田部線（つくば市吉沼）
- 茨城県道129号下妻常総線（下妻市大園木）
- 国道294号（下妻市大園木）
- 茨城県道333号宗道停車場線（下妻市宗道）
- 茨城県道357号谷和原筑西線（下妻市宗道・宗道十字路）
- 茨城県道136号高崎坂東線（八千代町別府）
- 茨城県道136号高崎坂東線（八千代町仁江戸）
- 茨城県道20号結城坂東線（八千代町蕗田）
- 茨城県道20号結城坂東線（八千代町蕗田）
- 茨城県道137号若境線（八千代町村貫）
- 茨城県道137号若境線（八千代町村貫）
- 茨城県道126号尾崎境線（古河市恩名）
- 茨城県道126号尾崎境線（古河市恩名）
- 茨城県道125号中里坂東線（古河市東山田）
- 茨城県道17号結城野田線（古河市東山田）
- 茨城県道17号結城野田線（古河市東山田・山田十字路交差点）
- 新4号国道（古河市柳橋）
- 茨城県道190号境間々田線（古河市久能）
- 国道354号（古河市釈迦）
- 国道4号（国道125号重複）・茨城県道228号原中田線（古河市中田・中田町交点）
- 茨城県道228号原中田線（古河市中田・利根川堤、終点）

### 沿線にある施設など
- 筑波サーキット（下妻市村岡）
- KDDI八俣送信所（古河市東山田）

## ギャラリー

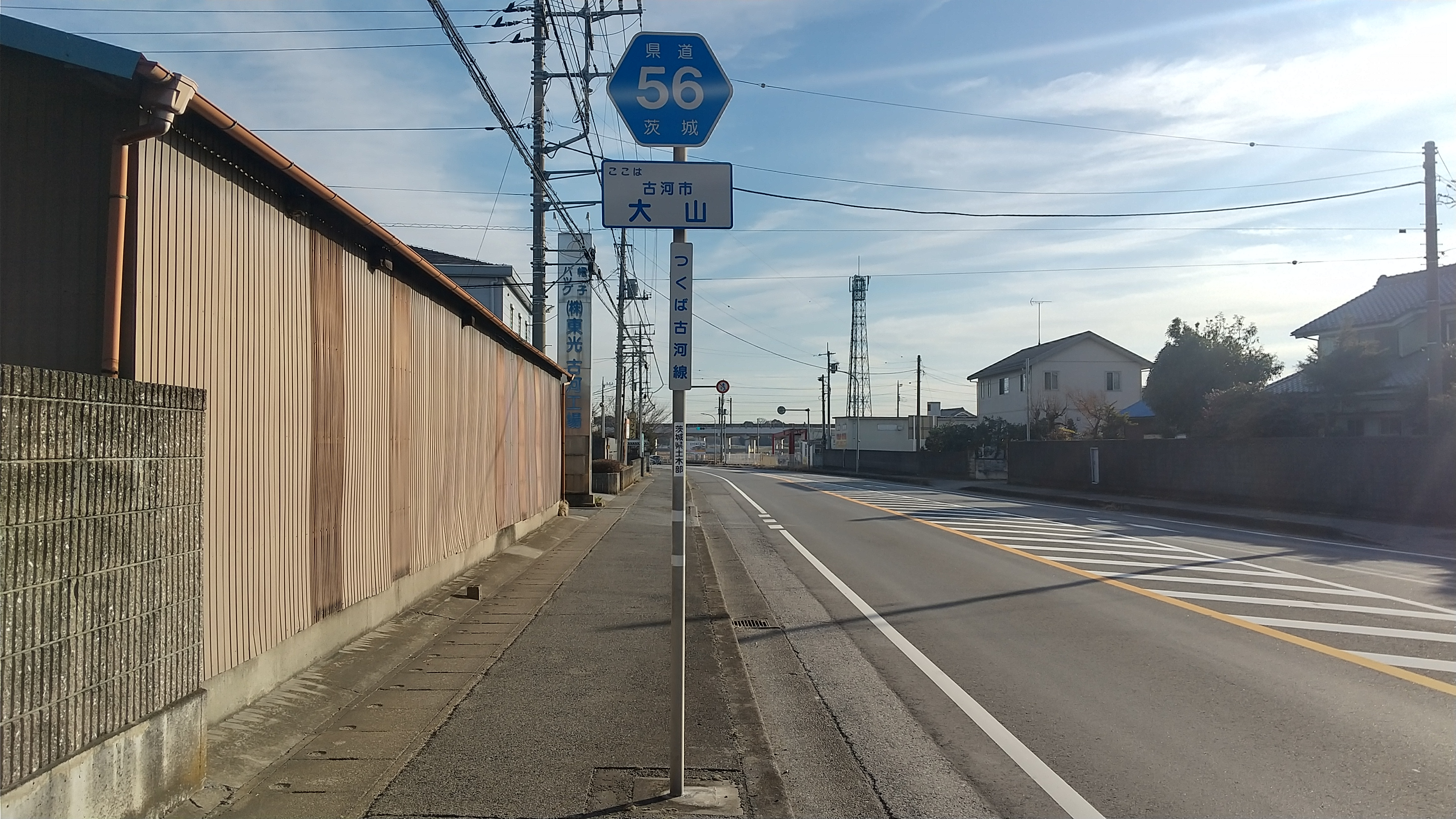
古河市大山付近
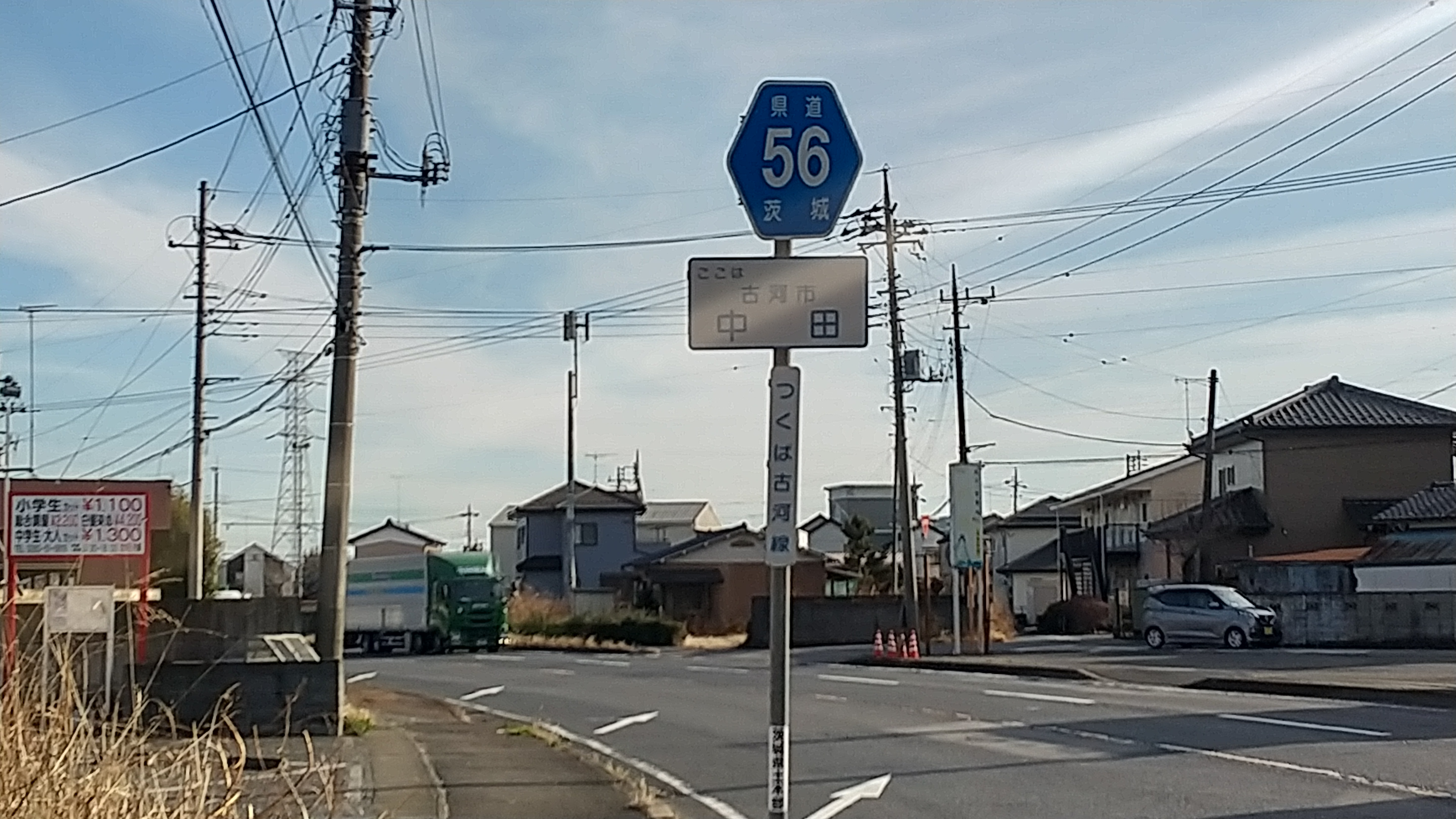
古河市中田付近